# أندرو رايل
أندري راتا (Andrie Ratā) و يعرف أكثر باسمه المستعار أندرو رايال (Andrew Rayal).هو دي جي و منتج أسطوانات مولدافي مصنف من أحسن مائة دي جي حول العالم حسب تصنيف مجلة دي جي لسنة 2016 و الذي جاء فيه في المركز 65 عالميا.